# Studio 100 Animation
Studio 100 Animation je animátorské studio se sídlem v Paříži a člen belgické skupiny Studio 100, se zaměřením na produkci televizní seriálů a filmů pro rodiny a děti.

## Vznik
V roce 2008 Studio 100 získalo německou společnost E.M. Entertainment a rozhodlo se, že vytvoří předělávky některých klasik, jako je například Včelka Mája. Skupina proto založila nové studio v Paříži. Důvod, proč studio bylo založeno ve Francii je, že animační průmysl ve Francii je dotován a proto je výroba ekonomičtější právě ve Francii.

## Tvorba

### Televizní seriály
| Rok výroby | Název                               |
| ---------- | ----------------------------------- |
| 2012–2017  | Včelka Mája                         |
| 2013–2014  | Viking Vic                          |
| 2014–2015  | K3                                  |
| 2015–2016  | Heidi                               |
| 2015–2017  | Podivuhodná cesta Nilse Holgerssona |
| 2019–dosud | Galactic Agency                     |
| 2020       | Glitch Techs                        |
| 2020–dosud | 100% Wolf: Legend of the Moonstone  |
| 2021–dosud | FriendZSpace                        |

### Filmy
| Rok výroby | Název                                   |
| ---------- | --------------------------------------- |
| 2013       | Lesouni - film                          |
| 2014       | Včelka Mája ve filmu                    |
| 2015       | Mrkáček Bill                            |
| 2018       | Včelka Mája: Medové hry                 |
| 2020       | 100% Vlk                                |
| 2020       | Viking Vike a kouzelný meč              |
| 2021       | Včelka Mája: Královský klenot           |
| 2022       | Vzestup Želv Ninja: Film                |
| 2022       | Mia and Me - Das Geheimnis von Centopia |